# Женская сборная Кирибати по футболу
Женская сборная Кирибати по футболу — футбольная сборная, представляющая Кирибати в международных соревнованиях. Управляется Футбольной ассоциацией Кирибати.

## Статус
Футбольная ассоциация Кирибати, основанная в 2011 году, не входит в ОФК и ФИФА, но с 2016 года состоит в ConIFA. В связи с этим сборная Кирибати не участвует в основных международных турнирах — чемпионате мира, чемпионате Океании и других.

## История
Женская сборная Кирибати участвовала только в одних международных соревнованиях — футбольном турнире Южнотихоокеанских игр 2003 года в Насури. Дебютным стал матч 30 июня 2003 года против сборной Папуа — Новой Гвинеи (0:13). В двух следующих матчах сборная Кирибати проиграла также всухую Фиджи (0:2) и Гуаму (0:5), а в поединке с Тонга (1:2) забила первый мяч в истории — на 48-й минуте отличилась Моанити Теуэа. Она же отличилась в матче со сборной Таити (1:5). В заключительной встрече кирибатийки проиграли Вануату (0:11) и, не набрав очков, заняли последнее, 7-е место.

## Результаты выступлений

### Южнотихоокеанские игры
- 2003 — 7-е